# Stadsregio Amsterdam
De Stadsregio Amsterdam (SRA) was tussen 2006 en 2016 een bestuurlijk samenwerkingsverband van 15 gemeenten in de regio Amsterdam en verantwoordelijk voor (wettelijke) regionale taken op het gebied van verkeer & vervoer, economie & toerisme, de regionale woningmarkt en de jeugdzorg.
De Stadsregio Amsterdam is sinds 1 januari 2017 verder gegaan als Vervoerregio Amsterdam omdat de organisatie zich vanaf die datum concentreert op de regionale verkeer- en vervoertaken. 
De taken voor economie en wonen zijn belegd bij respectievelijk de Metropoolregio Amsterdam en de deelregio's (Amstelland-Meerlanden, Zaanstreek-Waterland en Amsterdam).
Tot 1 januari 2015 was de Stadsregio Amsterdam ook verantwoordelijk voor de jeugdzorg. De taken voor de jeugdzorg zijn overgedragen aan de gemeenten.
De gemeenten Aalsmeer • Amstelveen • Amsterdam • Beemster • Diemen • Edam-Volendam • Haarlemmermeer • Landsmeer • Oostzaan • Ouder-Amstel • Purmerend • Uithoorn • Waterland • Wormerland • Zaanstad vormden samen de Stadsregio Amsterdam. 
De Stadsregio Amsterdam telde circa 1,5 miljoen inwoners en werd gerekend tot de Noordvleugel van de Randstad. De Stadsregio Amsterdam was vanaf 1 januari 2006 de voortzetting van het Regionaal Orgaan Amsterdam (ROA).